# Leónidas de Epiro
Leónidas de Epiro (en griego: Λεωνίδας ο Ηπειρώτης) o Leuconidas (griego: Λευκονίδης) fue el tutor de Alejandro Magno. Pariente de la madre de Alejandro, Olimpia, se le confió la supervisión principal de la educación de Alejandro en sus primeros años, antes de que Alejandro se convirtiera en discípulo de Aristóteles.

## Tutor
Leónidas era una persona de carácter austero y educó al joven príncipe en una disciplina lacónica. Según recogen autores como Plutarco, examinaba los cofres que contenían las sábanas de la cama y las ropas de su pupilo, para ver si su madre Olimpia de Epiro había colocado allí algo que pudiera favorecer el lujo y los caprichos del príncipe. Había dos excelentes cocineros (dijo Alejandro más tarde) con los que Leónidas le había provisto: una marcha nocturna para sazonar su desayuno y un escaso desayuno para sazonar su cena.
En una ocasión, cuando Alejandro asistió a un sacrificio y arrojó grandes cantidades de incienso al fuego, Leónidas le advirtió que "fuese más parco en su uso hasta que hubiera conquistado el país donde crece". Alejandro le envió después desde Asia 600 talentos de incienso y mirra, "para que dejara de ser mezquino" (así rezaba el mensaje) "en sus ofrendas a los dioses".